# Phyllopezus pollicaris
Espèce
Synonymes
- Thecadactylus pollicaris Spix, 1825
- Phyllopezus goyazensis Peters, 1877
- Phyllopezus przewalskyi Koslowsky, 1895

Phyllopezus pollicaris est une espèce de geckos de la famille des Phyllodactylidae.

## Répartition
Cette espèce se rencontre au Brésil, en Bolivie, au Paraguay et en Argentine.

## Description
C'est un gecko nocturne assez massif. La couleur de base est le gris, avec des taches plus ou moins développées sombres, parfois bordées de blanc, globalement transversales.

## Liste des sous-espèces
Selon The Reptile Database (13 février 2013) :
- Phyllopezus pollicaris pollicaris (Spix, 1825)
- Phyllopezus pollicaris przewalskyi Koslowsky, 1895

## Publications originales
- Koslowsky, 1895 "1894" : Un nuevo geco de Matto Grosso. Revista del Museo de La Plata, vol. 6, p. 371-372 (texte intégral).
- Spix, 1825 : Animalia nova sive species nova lacertarum quas in itinere per Brasiliam annis MDCCCXVII-MDCCCXX jussu et auspicius Maximiliani Josephi I Bavariae Regis suscepto collegit et descripsit Dr. J. B. de Spix, p. 1-26 (texte intégral).